# City Mall (Honduras)

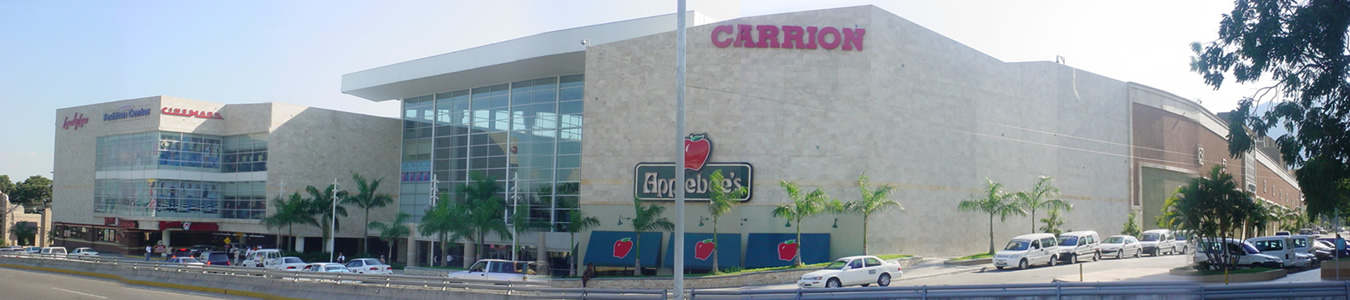
City-mall

City Mall son dos centros comerciales ubicados en el Distrito Central y el otro en la ciudad de San Pedro Sula en república de Honduras.

## City Mall San Pedro Sula
El primer edificio centro comercial "City Mall" fue finalizado a principios del año 2006 en la ciudad de San Pedro Sula, ubicado en la Avenida Circunvalación, frente al monumento de la Madre, es el más grande de la ciudad metropolitana y uno de los más modernos y con más de 500 locales, kioscos modernos y un estacionamiento subterráneo al cual se puede acceder mediante túneles. Un logro de este centro comercial es que se le otorgó por el ICSC un certificado de Mérito por “Innovative Design and Development of a New Project” en diciembre de 2007, este premio fue otorgado a City Mall por sobrepasar los estándares internacionales de calidad y diseño a nivel internacional.

## City Mall Tegucigalpa, DC
El 28 de septiembre de 2012, fue la inauguración del City Mall en el Distrito Central, correspondiente a las ciudades de: Comayagüela, D.C. y Tegucigalpa, MDC, ubicado al suroeste de la ciudad, en una de las zonas de mayor crecimiento y desarrollo, es decir frente al Aeropuerto Internacional Toncontín, a inmediaciones de la Policía de Hacienda y se extenderá a cubrir una entrada a inmediaciones de la carretera al batallón junto al puente desnivel. Este nuevo mall está siendo catalogado que será el más grande de Centroamérica, con 131 mil metros cuadrados, el cual contará entre otras cosas con:
- Tiendas anclas de ropa: Completa variedad de ropa y artículos para damas, caballeros y niños.
- Tienda ancla: Tienda por departamentos con un completo surtido de artículos de electrónica, línea blanca, juguetes, artículos para el hogar, etc.
- Tiendas anclas secundarias para ofrecer variedad de calzado formal y deportivo y opciones de ropa para damas y caballeros.
- 250 Locales (215 locales comerciales para diversas opciones de compra con marcas de prestigio, más 10 agencias bancarias, entre otras).
- 60 kioscos.
- 1500 Estacionamientos completamente pavimentados, iluminados y con seguridad de circuito cerrado.
- Amplia área de Food Court con 23 restaurantes instalados (Comida Nacional e Internacional).
- 4 restaurantes casuales (Franquicias Internacionales: Wendy´s, Applebee´s, Tacontento).
- 25 restaurantes de comida rápida.
- 35 escaleras eléctricas.
- Moderna ferretería.
- Moderna arcada de juegos.
- 8 salas de cine.(Incluyendo las primeras 2 salas V.I.P. en Honduras)
- Amplios pasillos de circulación con fino acabado y climatizados.

El acto oficial de la colocación de la primera piedra de este nuevo centro comercial fue realizado a inicios de abril de 2011.